# 小行星6156
小行星6156（6156 Dall）是一颗绕太阳运转的小行星，为主小行星带小行星。该小行星于1991年1月12日发现。

## 轨道参数
小行星6156的轨道半长轴为2.9930204 UA，离心率为0.070。